# Dipara rodneymulleni
Dipara rodneymulleni – gatunek błonkówki z rodziny Diparidae. Endemit Kenii.

## Taksonomia
Gatunek ten opisany został po raz pierwszy w 2021 roku przez Christopha Brauna i Ralpha S. Petersa na łamach „ZooKeys”. Jako lokalizację typową wskazano Las Kakamega w Kenii. Epitet gatunkowy nadano na cześć deskorolkarza Rodneya Mullena.

## Morfologia samicy
Błonkówka o ciele długości od 2718 do 3397 µm i ubarwieniu głównie brązowym.
Owalna, około 1,2–1,3 raza szersza niż wysoka głowa ma gładkie ciemię i okolicę międzyczułkową oraz siateczkowaną twarz z dwoma ciemnobrązowymi przepaskami poprzecznymi przerwanymi ponad nadustkiem. Blisko siebie osadzone czułki mają biały z ciemnobrązową wierzchołkową ćwiartką trzonek, żółtawobrązową z ciemnobrązową wierzchołkową ćwiartką nóżkę, żółtobrązową buławkę oraz ciemnobrązowe pozostałe człony biczyka.
Mezosoma jest przeciętnie szeroka. Krótkie i wąskie przedplecze ma rowkowato-siateczkowaną powierzchnię. Na siateczkowanej tarczy śródplecza brak czarnych plamek. Notauli nie zbiegają się. Axillae są siateczkowane. Tarczka śródplecza ma siateczkowany przód i drobnożeberkowane tył oraz frenum.  Skrzydła są w pełni wykształcone, nieskrócone. Odnóża przedniej pary są żółtawobrązowe, środkowej brązowe z białymi biodrami i krętarzami, tylnej zaś mają białe z ciemnobrązowym tyłem biodra, ciemnobrązowe golenie oraz brązowe uda i stopy. Pozatułów jest pośrodku gładki, po bokach natomiast pokryty zlewającymi się poprzecznymi żeberkami.
Metasoma ma 2,5–2,8 razy dłuższy niż szeroki, w tylnej 1/3 żeberkowany, gdzie indziej pomarszczony pomostek. Gaster ma gładkie tergity, z których pierwszy zakrywa go w 2/3, a siódmy jest żółtawobrązowy z ciemnobrązowymi okolicą przysadek i tylną połową. Pokładełko ma osłonkę o żółtawobrązowym przodzie i ciemnobrązowym tyle.

## Ekologia i występowanie
Owad afrotropikalny, znany wyłącznie z Lasu Kakamega w Kenii. Spotykany na rzędnych od 1570 do 1632 m n.p.m. Zasiedla ściółkę.